# Nepenthes jacquelineae
Nepenthes jacquelineae är en tvåhjärtbladig växtart som beskrevs av Clarke, Davis och Tamin. Nepenthes jacquelineae ingår i släktet Nepenthes och familjen Nepenthaceae. Inga underarter finns listade i Catalogue of Life.

## Bildgalleri

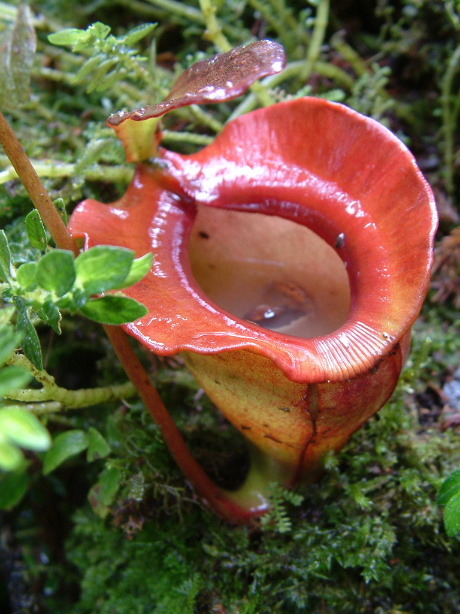
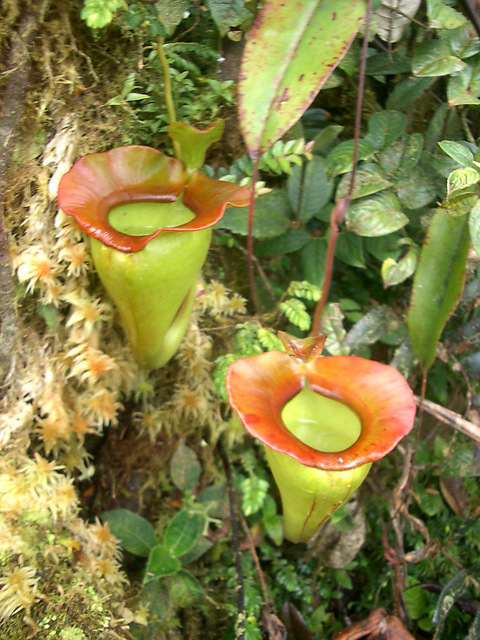
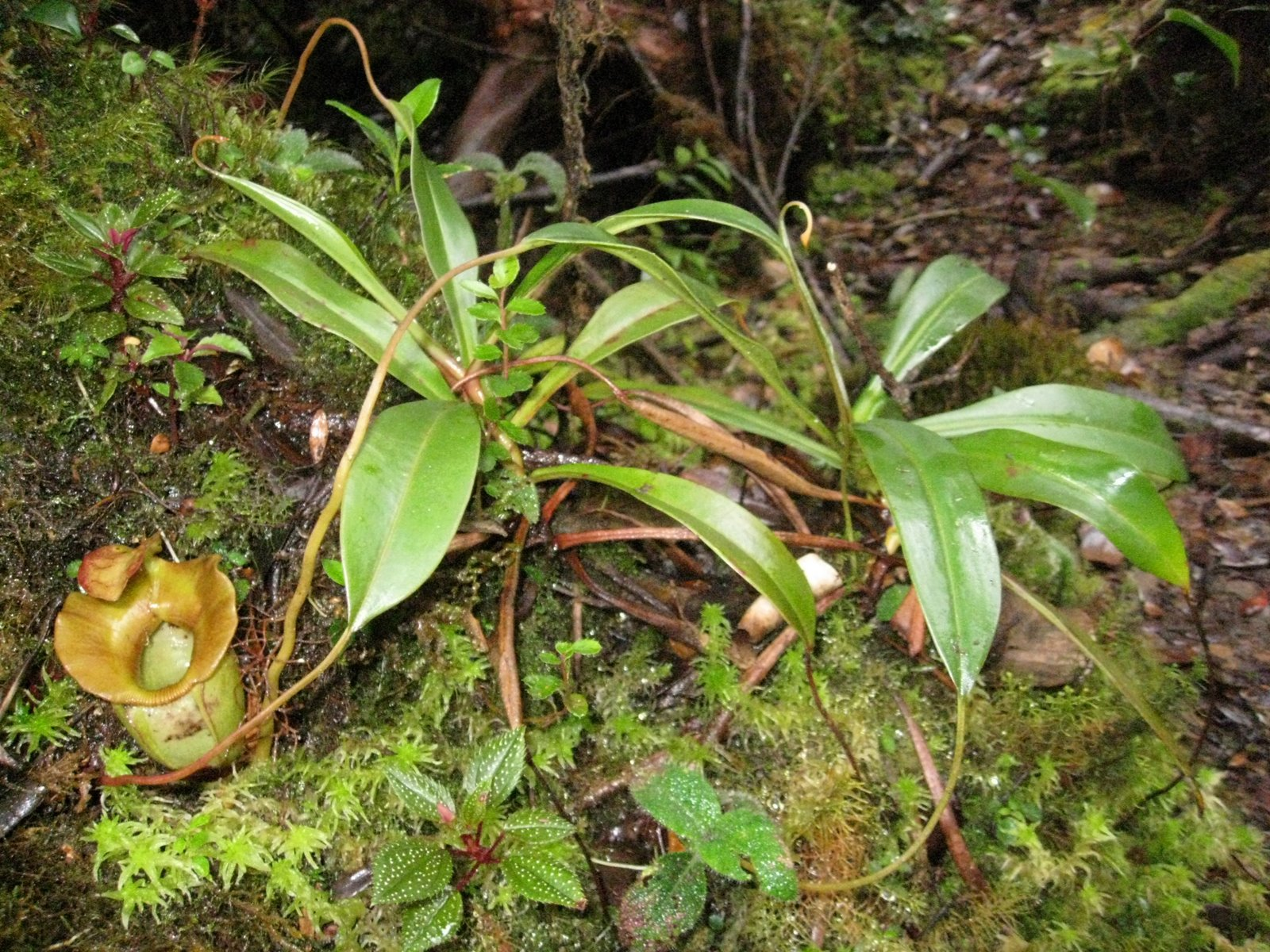
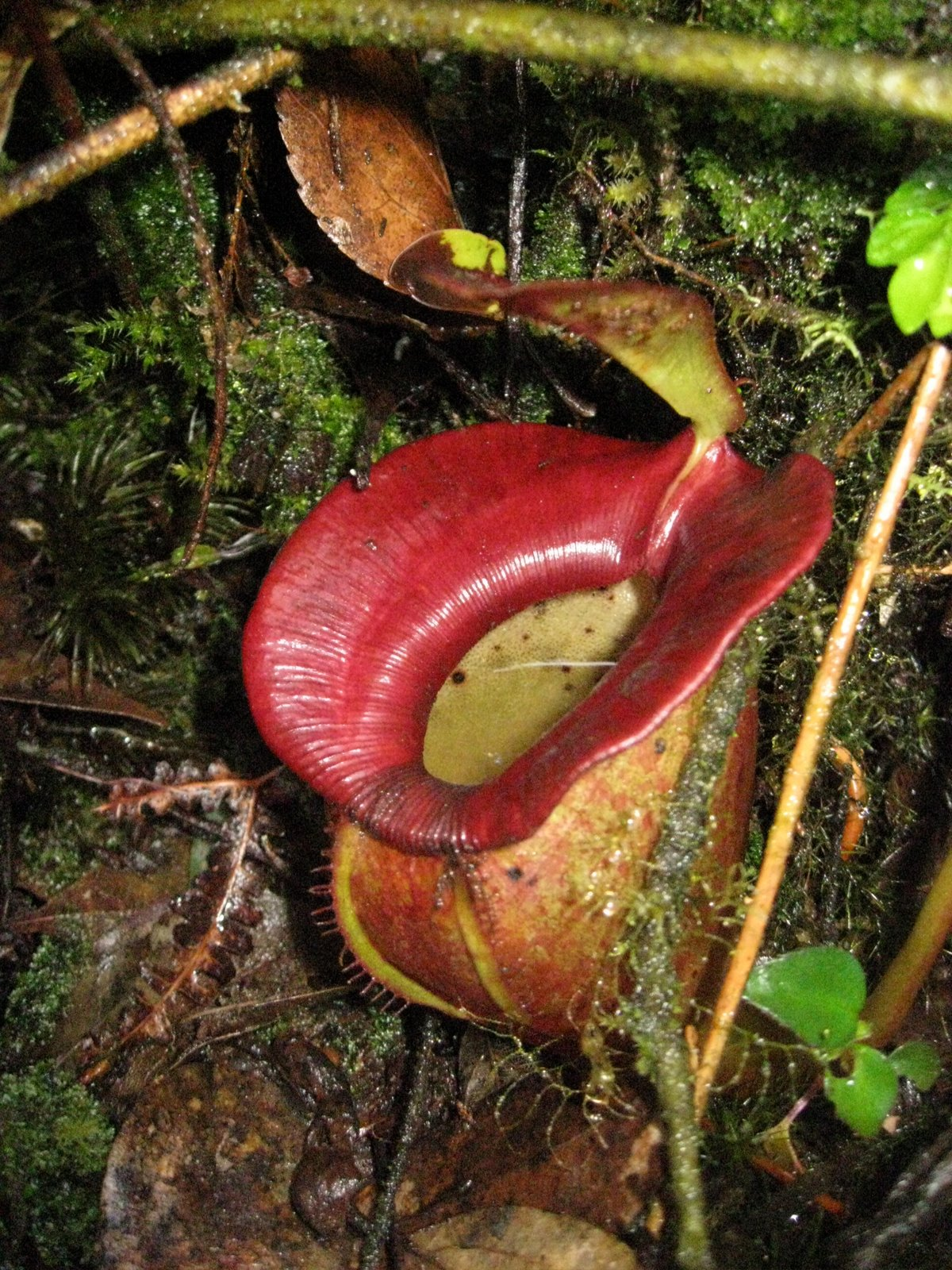
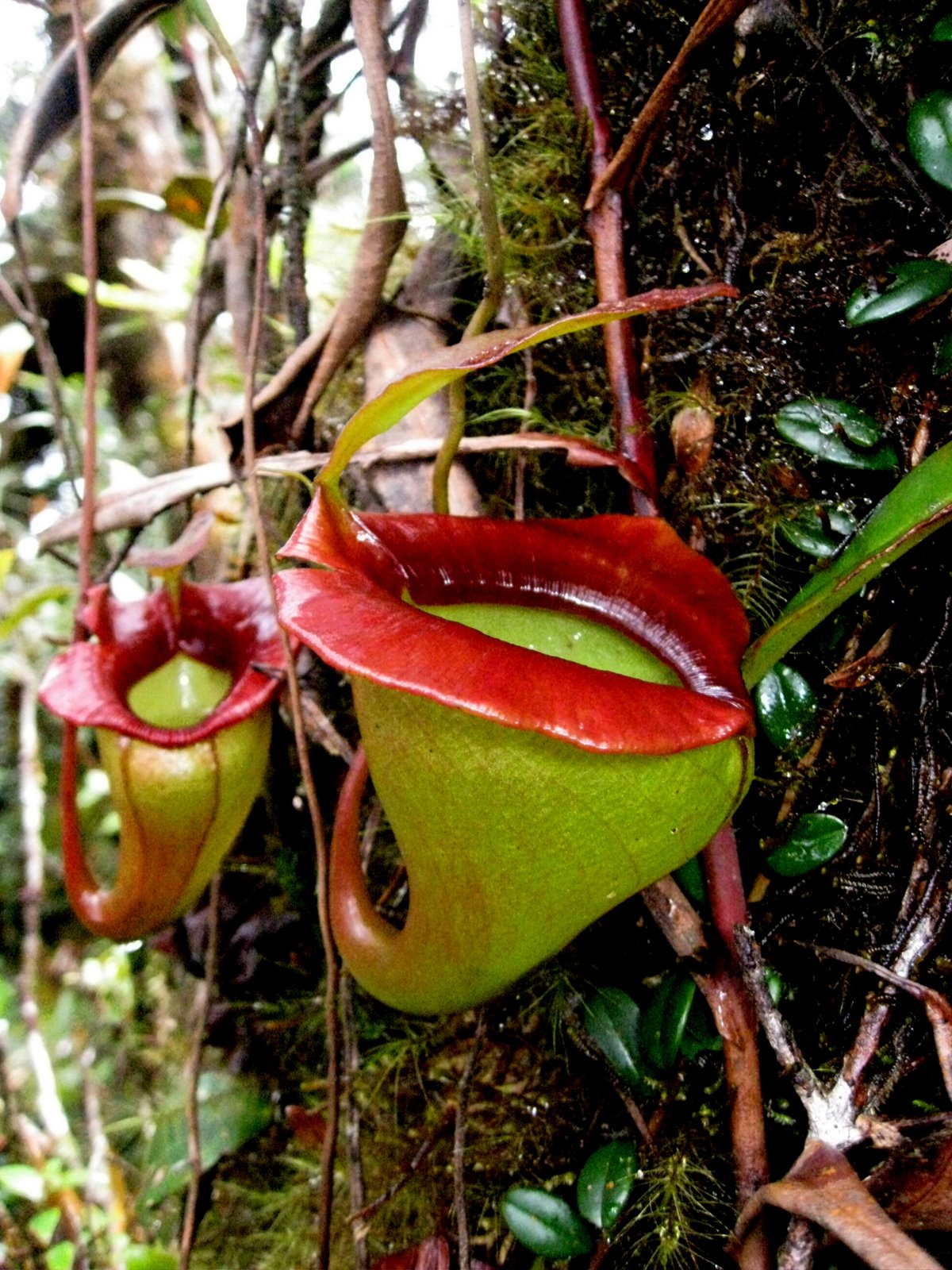
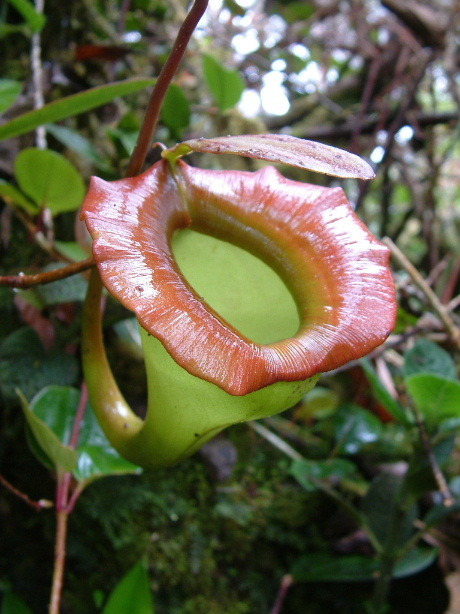